# چرخ دهرم

یک نماد ساده‌شده از چرخ دهرم

چرخ دهرم (سانسکریت: धर्मचक्र، آوانگاری: Dharmacakra، ت. «چرخ گیتی، چرخ روزگار و سرنوشت»; پالی: धम्मचक्क، Dhammacakka) است. چاکرا یعنی چرخ و دهرم با واژه درمان پارسی از یک ریشه هستند. امروزه به معنا و مفاهیم مختلفی ترجمه شده‌اند ولی بهروزی سلامت و اقبال و سرنوشت معنی نخست آنها بوده‌است. چرخ دهرمن یا چرخ گیتی قدیمی‌ترین نماد است که کاربرد خود را به‌طور مستمر حفظ کرده‌است. این نماد در ایران باستان نیز وجود داشته‌است. اما در غرب هند (پاکستان امروزی) به شکوفایی رسیده‌است. در تمدن گندهارا یا قندهار رد پای قدیم این چرخ به همین شکل امروزی دیده می‌شود. بر روی بعضی از این چرخ‌ها فال و بخت نوشته شده‌است یا داخل ان برگه‌های فال و سرنوشت هست افراد با چرخاندن آن در یک نقطه‌ای که ساکن می‌شود فال خود را برمی‌دارند. معمولاً در این فال‌ها به فرد امیدواری داده می‌شود. آیین بودا در سده پنجم پیش از زایش مسیح در هندوستان پیدا شد و کمابیش ۱۵۰۰ سال در آن سرزمین ماند و سپس به سرزمین‌های دیگر کوچید. بوداییان بر این باورند که در این ۱۵۰۰ سال آموزه‌های بوداگرایی سه بار دستخوش دگرگونی شده‌اند و در این باره اصطلاح سه بار گردش چرخ آیین را بکار می‌برند.
چرخشگاه هر کدام از این دوره‌ها را هم هر ۵۰۰ سال می‌پندارند. البته آموزه‌های دوره‌های پیشین هم همراستا با آموزه‌های تازه به زندگی خود ادامه داده‌اند.

چرخ دهرم در یک معبد ژاپنی

بنمایه‌ای که همه این آموزه‌ها به آن پایبند بوده‌اند همانا اصل نپایندگی هستی است. این باور که هیچ چیز این جهان هستی پاینده و پایدار نیست.
اصطلاح چرخ آیین (چرخ دهرم) بعدها در میان بوداییان تبت محبوبیت زیادی پیدا کرد و در موارد دیگری بکار رفت. دارما چاکرا نمادی باستانی در آیین بوداست که توسط آشوکا پادشاه قدرتمند قرن چهارم قبل از میلاد به عنوان گردونه قانون استفاده می‌شده‌است. اکنون تصویر این گردونه به رنگ سورمه‌ای و با بیست و چهار پره بر روی پرچم هند قرار دارد.
برای نمونه در آنجا بوداییان چرخ‌های درست کردند و بر روی آن‌ها متون بودایی نگاشتند و به این چرخ‌ها نام چرخ آیین یا چرخ نیایش دادند. منظور از گرداندن این چرخ‌ها بدست پیروان آیین بودا همانا نمادی از خواندن سخن بودا بود.
بر روی و در درون این چرخ‌ها افسون‌هایی (مانتراهایی) نوشته شده‌است. افسون‌ها سخنانی ژرف به گونه‌ای بسیار نمادین هستند. این چرخ‌ها را می‌توان در جوامع گوناگون بودایی یافت اما تنها در تبت است که آن‌ها بخشی جاافتاده از زندگی روزمره را تشکیل می‌دهند. بوداییان بر این باورند که چرخاندن این چرخ‌ها مانند این می‌ماند که شخص (به‌صورت نمادین) همه متون درون آن را خوانده‌است.

## نگارخانه